# Alia Muhammad Baker
Alia Muhammad Baker (en árabe: عالية محمد باقر‎; también deletreado "Baqer" o "Baqir"; 1952-Basora, 13 de agosto de 2021) fue una bibliotecaria iraquí, que tuvo el cargo de jefa bibliotecaria de la Biblioteca Central de Al Basrah, en Basora, Irak. Salvó aproximadamente 30 000 libros de la destrucción durante la guerra de Irak, entre ellos, una biografía de Mahoma de alrededor de 1300.

## Biografía
Baker había trabajado en la biblioteca durante 14 años. Cuando era niña, le contaron la historia del incendio de la biblioteca de Al-Nizamiyya de Bagdad y se horrorizó.
A medida que se avecinaba la guerra con EE. UU. y el Reino Unido, los funcionarios del gobierno se negaron a sus solicitudes de trasladar los libros a un lugar seguro. Cuando las oficinas del gobierno se trasladaron a la biblioteca y se colocó un cañón antiaéreo en el techo, comenzó a sacar los libros de la biblioteca a escondidas.
Con una población chiita relativamente poco partidaria del régimen de Sadam Hussein, Basora fue uno de los primeros objetivos de la invasión de Irak de 2003 que comenzó en noviembre. Las fuerzas de la coalición encontraron más resistencia de la esperada. La mayoría de las tropas invasoras estadounidenses se desplazaron hacia el norte, dejando a Basora bajo un asedio de varias semanas liderado por los británicos. La ciudad pronto sufrió una "crisis humanitaria" en la que los residentes carecían de agua y electricidad.
Las fuerzas invasoras (incluida la Real Fuerza Aérea Australiana) utilizaron bombardeos y guerra psicológica durante el asedio. Finalmente, una gran columna de tanques iraquíes fue destruida por bombas de la RAF y se tomaron 300 prisioneros en una batalla fuera de la ciudad. Las tropas británicas ocuparon la ciudad el 6 de abril.
Después de que los empleados del gobierno abandonaron el edificio y el mobiliario de la biblioteca fuera saqueado, Baker convenció a Anis Muhammad, el dueño del restaurante Hamdan, para que ayudara. Baker consiguió la ayuda de los lugareños para pasar de contrabando los libros restantes por encima de la pared de dos metros y medio de la biblioteca y llevarlos al comedor del restaurante de al lado. Antes de que la biblioteca fuera destruida, Baker había rescatado el 70 % de la colección de la biblioteca: 30 000 libros, incluidos libros en inglés y árabe y un Corán en español.
Baker y su esposo alquilaron un camión y distribuyeron los libros entre los empleados de la biblioteca, los amigos y su propia casa cuando las cosas se calmaron en Basora. La biblioteca fue reconstruida en 2004 y Baker fue restituida como jefa bibliotecaria.
La historia de cómo Baker rescató los libros de la biblioteca ha inspirado dos libros infantiles: Alia's Mission  de Mark Alan Stamaty y La bibliotecaria de Basora de Jeanette Winter (Harcourt, 2005). Parte del dinero recaudado de las ventas se ha donado a la biblioteca.
Alia Baker murió el 13 de agosto de 2021 en Basora, a causa del COVID-19 durante la pandemia del COVID-19 en Irak.